# Guy Rolfe

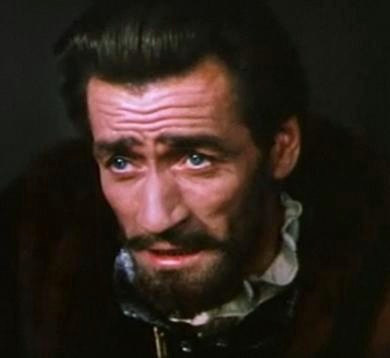
Guy Rolfe in Die Thronfolgerin (1953)

Guy Rolfe (eigentlich Edwin Arthur Rolfe; * 27. Dezember 1911 in Kilburn (London); † 19. Oktober 2003 in Los Angeles) war ein britischer Schauspieler.
Rolfe, der in den 1940er Jahren zur Blütezeit des britischen Films Hauptrollen innehatte, wurde in den 1990er Jahren durch die Filmreihe um den Puppet Master später Ruhm zuteil.

## Leben
Er versuchte sich nach dem Schulabschluss zunächst als Boxer und Rennfahrer, bevor er sich 1936 dem Theaterspielen zuwandte. Der großgewachsene Schauspieler mit ernsten Gesichtszügen konnte (nach zwei Kleinrollen) ab 1947 in Hauptrollen und ab der Mitte der 1950er Jahre in Charakterrollen gesehen werden. Dabei wurde er in den unterschiedlichsten Genres eingesetzt, von Thrillern über Romanzen bis hin zu Historienfilmen; er spielte neben Elizabeth Taylor, Tyrone Power, Joan Fontaine und Charles Laughton.
Später konnte er durch seine Mitwirkung in Horrorfilmen in Fan-Kreisen Kultstatus erlangen. So verkörperte Rolfe in vier Fortsetzungen des Films Puppet Master (1989) Andre Toulon, der zuvor von William Hickey und Steve Welles dargestellt wurde. Zuletzt trat er 1999 als Schauspieler in Erscheinung, sein Schaffen umfasst mehr als 70 Produktionen für Film und Fernsehen.
Etliche Jahre lebte er in Spanien und war kinderlos mit seinen Kolleginnen Jane Aird (bis zu ihrem Tod 1993) und Margaret Allworthy (bis zu seinem Tod) verheiratet.

## Filmografie (Auswahl)
- 1937: Tatjana (Knight without armour)
- 1946: Der kupferne Berg (Hungry Hill)
- 1948: Königsliebe (Saraband for Dead Lovers)
- 1948: Notlandung (Broken Journey)
- 1949: Der Meisterdieb von Paris (The Spider and the Fly)
- 1950: Das Wunder von San Marino (Prelude to Fame)
- 1952: Ivanhoe – Der schwarze Ritter (Ivanhoe)
- 1953: Die Thronfolgerin (Young Bess)
- 1953: Der Hauptmann von Peshawar (King of the Khyber Rifles)
- 1953: Der Prinz von Bagdad (The Veils of Bagdad)
- 1955: Zum Tanzen geboren (Dance Little Lady)
- 1959: Feinde von gestern (Yesterday’s Enemy)
- 1959: Die Würger von Bombay (The Stranglers of Bombay)
- 1960: Revak – Sklave von Karthago (The Barbarians)
- 1961: König der Könige (King of Kings)
- 1961: Der unheimliche Mr. Sardonicus (Mr. Sardonicus)
- 1962: Taras Bulba
- 1965: Die Morde des Herrn ABC (The Alphabet Murders)
- 1967: Simon Templar (The Saint; Fernsehserie, 1 Folge)
- 1969: Fahr zur Hölle, Gringo (Land Raiders)
- 1969: Department S (Fernsehserie, 1 Folge)
- 1969: Mit Schirm, Charme und Melone (The Avengers; Fernsehserie, 1 Folge)
- 1971: Nikolaus und Alexandra (Nicholas and Alexandra)
- 1973: Embryo des Bösen (And Now the Screaming Starts!)
- 1976: Mondbasis Alpha 1 (Space: 1999; Fernsehserie, 1 Folge)
- 1979: Blutspur (Bloodline)
- 1985: Die Braut (The Bride)
- 1987: Dolls
- 1991: Puppet Master III – Toulons Rache (Puppet Master III: Toulon’s Revenge)
- 1993: Puppet Master IV
- 1994: Puppet Master V (Puppet Master 5: The Final Chapter)
- 1999: Retro Puppet Master